# Marssonina betulae
Marssonina betulae är en svampart som först beskrevs av Marie Anne Libert, och fick sitt nu gällande namn av Paul Wilhelm Magnus 1906. Marssonina betulae ingår i släktet Marssonina och familjen Dermateaceae.   Inga underarter finns listade i Catalogue of Life.